# Основной низам правления Саудовской Аравии
Основной низам правления (араб. النظام الأساسي للحكم‎) — следующий после Корана и Сунны по юридической силе основной закон Королевства Саудовская Аравия, октроированный королём Фахдом Аль Саудом в 1992 году.

## Конституция Саудовской Аравии и структура Основного низама правления
«Королевство Саудовская Аравия — суверенное арабское исламское государство. Его религия — ислам, Конституция — Книга Всевышнего Аллаха и сунна Его Пророка, да благословит его Аллах, язык — арабский, столица — город Эр-Рияд».Оригинальный текст (ар.)المادة الأولى المملكة العربية السعودية، دولة عربية إسلامية، ذات سيادة تامة، دينها الإسلام، ودستورها كتاب الله تعالى وسنة رسوله صلى الله عليه وسلم. ولغتها هي اللغة العربية، وعاصمتها مدينة الرياض— Основной низам правления Саудовской Аравии, Статья 1.

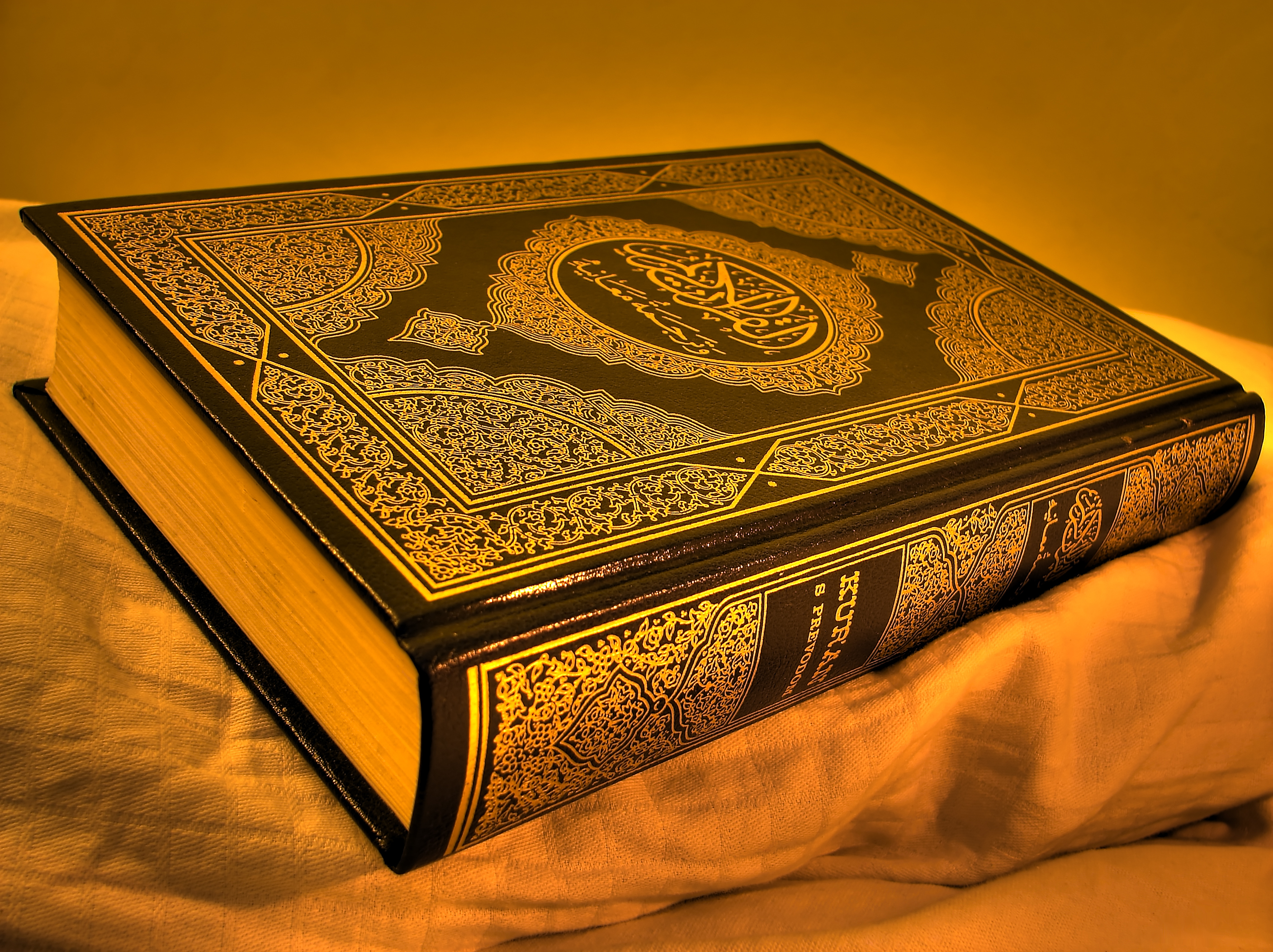
Книга Всевышнего Аллаха (Коран) — вместе с Сунной является официальной Конституцией Королевства Саудовская Аравия.

В соответствии со Статьёй 1 Основного низама правления, Конституцией Саудовской Аравии является «Книга Всевышнего Аллаха и сунна Его Пророка, да благословит его Аллах», поэтому формально Основной низам правления нельзя назвать конституцией или основным законом государства, хотя фактически, исходя из характера и значения содержащихся в нём правовых норм, именно его можно признать конституцией в европейском понимании этого термина.
Основной низам правления состоит из 9 Глав (включающих в себя 83 статьи), регулирующих основные вопросы организации государственной власти и организации жизни общества:
1. Общие принципы (المبـادئ العـامـة‎)
2. Система власти (نظام الحكم‎)
3. Основы саудовского общества (مقومات المجتمع السعودي‎)
4. Экономические принципы (المبادئ الاقتصادية‎)
5. Права и обязанности (الحقوق والواجبات‎)
6. Государственная власть (سلطـات الدولـة‎)
7. Финансы (الشـؤون المـالية‎)
8. Органы контроля (أجهـزة الرقـابة‎)
9. Общие положения (أحـكام عـامة‎)

## Общие принципы
Общие принципы содержатся в статьях 1—4 Основного низама правления. В них определено, что «Королевство Саудовская Аравия — суверенное арабское исламское государство», установлены государственные религия (ислам), язык (арабский), флаг, герб, праздники (Ид аль-Фитр и Ид аль-Адха) и столица (Эр-Рияд).

## Организация государственной власти
Основной низам правления Саудовской Аравии во 2 Главе закрепляет монархическую форму правления, определяет правящую династию (сыновья короля Абд аль-Азиза) и порядок престолонаследия (Статья 5).
В Статье 44 закреплено разделение властей на судебную, исполнительную и законодательную, однако установлено, что «Высшей инстанцией всех видов власти является король».

### Король
«Подданные короля приносят присягу на Книге Всевышнего Аллаха и сунне Его Пророка в повиновении и верности ему в горе и в радости, в удаче и в бедствиях».Оригинальный текст (ар.) يبايع المواطنون الملك على كتاب الله تعالى، وسنة رسوله، وعلى السمع والطاعة في العسر واليسر والمنشط والمكره— Основной низам правления Саудовской Аравии, Статья 6.
Главой государства является Хранитель двух святынь Король Саудовской Аравии. В периоды отсутствия Короля его замещает наследный принц Королевства (Статьи 65—66). Король в соответствии с нормами ислама осуществляет национальную политику, контролирует применение норм шариата и законодательных актов, руководит обороной Королевства (Статья 55). Король является Верховным главнокомандующим Саудовских Вооруженных сил, назначает и освобождает от службы офицеров всех видов войск (Статья 60), объявляет чрезвычайное положение, войну и всеобщую мобилизацию (Статья 61).

### Судебная власть
«Судопроизводство является независимым. При выполнении своих полномочий суд руководствуется исключительно исламским шариатом».Оригинальный текст (ар.)القضاء سلطة مستقلة، ولا سلطان على القضاة في قضائهم لغير سلطان الشريعة الإسلامية— Основной низам правления Саудовской Аравии, Статья 46.
Осуществление судебной власти должно основываться на Коране и сунне (Статья 45), суды действуют в соответствии с исламским шариатом, Кораном и сунной (Статья 48). Во главе судебной власти стоит Высший судебный совет (Статья 51). Судьи назначаются и смещаются королевским указом по представлению Высшего судебного совета (Статья 52).

### Исполнительная власть
«Заместители председателя Совета министров и члены Совета министров несут коллективную ответственность перед королём за исполнение исламского шариата, правовых актов, общую политику государства».Оригинальный текст (ар.) يعتبر نواب رئيس مجلس الوزراء ، والوزراء الأعضاء بمجلس الوزراء ، مسئولين بالتضامن أمام الملك عن تطبيق الشريعة الإسلامية ، والأنظمة، والسياسة العامة للدولة— Основной низам правления Саудовской Аравии, Статья 57, часть 2.
Исполнительная власть в Королевстве осуществляется Советом министров, председателем которого, в соответствии со Статьёй 56, является Его Величество Король Саудовской Аравии. Именно Король принимает решения по формированию и реорганизации Совета министров. Заместители председателя и члены Совета министров назначаются и освобождаются от исполнения обязанностей королевским указом (Статья 57). Члены Совета министров ответственны за возглавляемые ими министерства и ведомства непосредственно перед председателем Совета министров, то есть перед Королём (Статья 58).

### Законодательная власть
«В компетенцию законодательной власти входит разработка правовых норм и правил, отвечающих общим интересам, препятствующих коррупции в делах государства и соответствующих исламскому шариату <…>».Оригинальный текст (ар.)تختص السلطة التنظيمية بوضع الأنظمة واللوائح، فيما يحقق المصلحة، أو يرفع المفسدة في شئون الدولة، وفقا لقواعد الشريعة الإسلامية— Основной низам правления Саудовской Аравии, Статья 67.
Законодательная власть в Королевстве осуществляется Королём совместно с Консультативным советом (Меджлис аш-Шура). Король обладает правом роспуска и реорганизации Консультативного совета (Статья 68), а также вправе проводить совместные заседания Консультативного совета и Совета министров (Статья 69).

## Основы саудовского общества
«Основой саудовского общества является семья. Её члены должны воспитываться на основе исламской веры, предписываемой ею преданности и повиновении Всевышнему Аллаху, Его Пророку и представителям власти, уважать законы и выполнять их, любить и ценить своё Отечество и его славную историю».Оригинальный текст (ар.)الأسرة ، هي نواة المجتمع السعودي، ويربى أفرادها على أساس العقيدة الإسلامية، وما تقتضيه من الولاء والطاعة لله، ولرسوله، ولأولي الأمر، واحترام النظام وتنفيذه، وحب الوطن، والاعتزاز به وبتاريخه المجيد— Основной низам правления Саудовской Аравии, Статья 9.
Основной низам правления провозглашает в качестве основ саудовского общества семью (Статья 9) и ислам (Статья 11). При этом декларируется, что государство всячески содействует «упрочению семейных уз» и сохранению «арабских и исламских семейных ценностей» (Статья 10), а также препятствует любым действиям, приводящим к расколу и смуте в саудовском обществе (Статья 12). Первой целью обучения провозглашается стремление «взрастить в душах подрастающего поколения исламскую веру» (Статья 13).

## Основные обязанности и права подданных и государства
Главы Пятая и Шестая Основного низама правления закрепляет основные обязанности государства и гарантии основных прав подданных.

### Основные обязанности подданных
В качестве основных обязанностей подданных Королевства Основной низам правления устанавливает, во-первых, «укрепление национального единства» (Статья 12), во-вторых, бережное отношение к государственной собственности (Статья 16), в-третьих, обязанность защищать исламскую веру, общество и Отечество (Статья 34), в-четвёртых, обязанность «уважать законы и выполнять их, любить и ценить своё Отечество и его славную историю» (Статьи 9, 41), «уважать ценности саудовского общества, его традиции и обряды» (Статья 41), в-пятых, воспитание молодого поколения «на основе исламской веры, предписываемой ею преданности и повиновении Всевышнему Аллаху, Его Пророку и представителям власти» (Статья 9).

### Основные обязанности государства
«Государство стоит на защите исламской веры, реализует её установления, следит за отсутствием греховности, препятствует пороку, выполняет долг распространения ислама».Оригинальный текст (ар.)تحمي الدولة عقيدة الإسلام، وتطبق شريعته، وتأمر بالمعروف وتنهى عن المنكر، وتقوم بواجب الدعوة إلى الله— Основной низам правления Саудовской Аравии, Статья 23.
Основные обязанности государства:
- Укрепление арабской семьи, сохранение исламских семейных ценностей, создание необходимых условий для повышения благосостояния и развития способностей членов арабских семей (Статья 10);
- Препятствование любым действиям, вносящим в общество раскол, смуту и разобщенность (Статья 12);
- Охрана государственной собственности (Статья 16);
- Защита исламской веры, реализация её норм, надзор за отсутствием греховности, препятствование пороку, распространение ислама (Статья 23);
- Строительные работы в Двух Святынях, поддержание их деятельности, обеспечение безопасности и забота о паломниках при совершении ими хаджа и умры (Статья 24);
- Защита прав человека в соответствии с исламским шариатом (Статья 26);
- Проявление заботы о науке, литературе и культуре, поощрение научных исследований, охрана арабского и исламского наследия (Статья 29);
- Обеспечение всеобщего образования, борьба с неграмотностью (Статья 30);
- Забота о всеобщем здравоохранении, защита здоровья каждого подданного (Статья 31);
- Сохранение, защита и улучшение состояния окружающей среды, препятствие загрязнению окружающей среды (Статья 32);
- Формирование и оснащение вооруженных сил с целью защиты веры, Двух Святынь, общества и Отечества (Статья 33);
- Обеспечение безопасности подданных и иностранцев на своей территории Королевства (Статья 36);

### Гарантии основных прав подданных
«Любой подданный может обратиться с жалобой в канцелярию короля или наследного принца. Любой человек имеет право вступать в контакт по своему вопросу с официальными властями».Оригинальный текст (ар.)مجلس الملك ومجلس ولي العهد، مفتوحان لكل مواطن، ولكل من له شكوى أو مظلمة، ومن حق كل فرد مخاطبة السلطات العامة فيما يعرض له من الشئون— Основной низам правления Саудовской Аравии, Статья 43.
Основной низам правления устанавливает следующие гарантии основных прав и свобод подданных Королевства:
- Свобода частной собственности и её неприкосновенность гарантированы государством (Статья 18), конфискация частной собственности возможна только по судебному постановлению (Статья 19);
- Гарантирование государством прав подданных и членов их семей в случае чрезвычайных обстоятельств, болезни, нетрудоспособности, старости, поддерживает систему социального страхования (Статья 27);
- Предоставление государством каждому трудоспособному подданному возможности трудиться в любой сфере деятельности (Статья 28);
- Ограничение каких-либо действий подданного, его задержание или арест производятся исключительно на основе соответствующего нормативного акта (Статья 36);
- Гарантирование неприкосновенности жилых помещений подданных: вход в них осуществляется исключительно с разрешения владельца, обыск жилых помещений производится только в случаях, установленных соответствующим законом (Статья 37);
- Гарантирована защита почтово-телеграфной переписки, телефонных переговоров и других видов связи; их просмотр или прослушивание осуществляются исключительно в случаях, определённых законом (Статья 40);
- Судопроизводство является независимым (Статья 46); гарантировано право подданных Королевства и других лиц, проживающих в нём, на равных основаниях обращаться в суд (Статья 47);

## Экономические принципы и финансы
«Все богатства, ниспосланные Аллахом в недра земли, на её поверхность, в территориальные воды и на континентальный шельф, равно как ресурсы, полученные от этих богатств, в соответствии с Положением являются собственностью государства <…>».Оригинальный текст (ар.)جميع الثروات التي أودعها الله في باطن الأرض، أو في ظاهرها، أو في المياه الإقليمية أو في النطاق البري والبحري الذي يمتد إليه اختصاص الدولة، وجميع موارد تلك الثروات، ملك للدولة— Основной низам правления Саудовской Аравии, Статья 14.